# آيت عبد الفاضل (آيت بوعربي)
آيت عبد الفاضل هو دُوَّار يقع بجماعة أڭوديم، إقليم ميدلت، جهة درعة تافيلالت في المملكة المغربية. ينتمي الدوّار لمشيخة آيت بوعربي التي تضم دوارين. يقدر عدد سكانه بـ 130 نسمة حسب الإحصاء الرسمي للسكان والسكنى لسنة 2004.

## وصلات خارجية
- البوابة الوطنية للجماعات الترابية
- المندوبية السامية للتخطيط